# Sonate pour piano en si mineur de Strauss
Pour les articles homonymes, voir Sonate pour piano (homonymie).
 (avril 2023).
Si vous disposez d'ouvrages ou d'articles de référence ou si vous connaissez des sites web de qualité traitant du thème abordé ici, merci de compléter l'article en donnant les références utiles à sa vérifiabilité et en les liant à la section « Notes et références ».

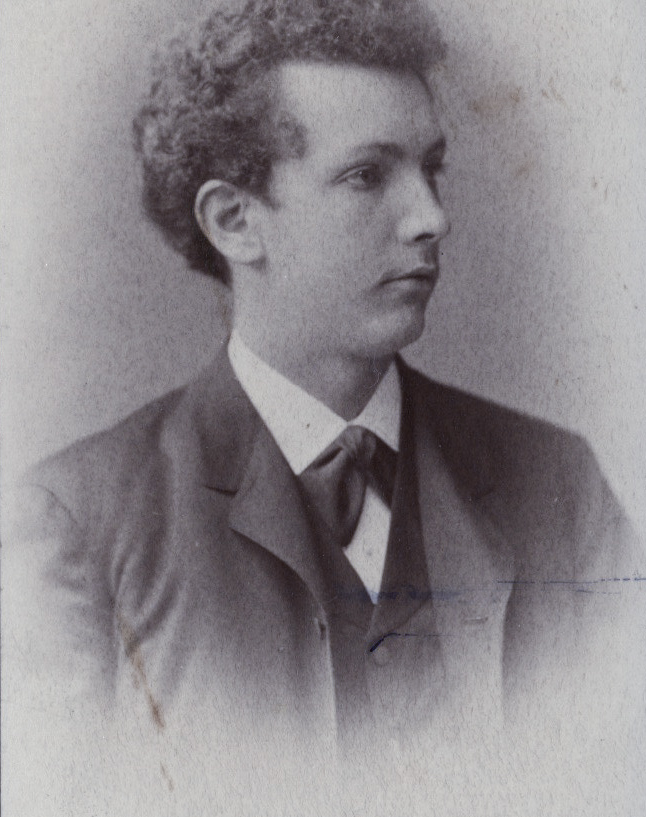
Strauss en 1886, quatre années après la composition de la sonate pour piano.

La Sonate pour piano en si mineur, op.5, a été écrite par Richard Strauss en 1881-1882 quand il avait 17 ans. La sonate est dans le style romantique de ses années d'adolescence. Le premier enregistrement de la pièce a été le dernier enregistrement réalisé par le pianiste canadien Glenn Gould.

## Composition
La Sonate pour piano est en quatre mouvements : 
1. Allegro molto Appassionato
2. Adagio Cantabile
3. Scherzo Presto - un poco piu Trio Lento
4. Finale, Allegro vivo.

Durée : environ 27 minutes.
Le premier mouvement et le finale ont la forme sonate. L'adagio est de forme ternaire avec une structure ABA. Le Scherzo a une forme ABABA développée. Le premier mouvement est remarquable pour avoir le thème principal construit sur le motif d'une note répétée court-court-court puis long qui fait écho au rythme du motif du destin de la Cinquième symphonie de Beethoven.
Dans les trois mouvements ultérieurs, « le recours à Mendelssohn vient de plus en plus au premier plan ». En particulier, Larry Todd affirme que l'Adagio Cantabile de Strauss est effectivement un Lied ohne Worte de Mendelssohn (Romances sans paroles) (Todd 1992, pages 28-30). Dans le Scherzo et le Finale, on peut également trouver des échos de Mendelssohn, à la fois en termes de structure et de matériel thématique. 
Strauss avait écrit des pièces pour le piano depuis l'âge de sept ans, mais la Sonate pour piano est la plus importante des trois pièces auxquelles il a donné un numéro d'opus (les deux autres étant ses cinq pièces pour piano, Op. 3, écrite en 1882 et Stimmungsbilder, Op. 9, écrite en 1884). Après 1884, son écriture pianistique est soit pour piano et orchestre (Burleske en ré mineur (1886) et Parergon zur Symphonia domestica (1925)) ou comme accompagnement de la voix dans des Lieder ou d'autres instruments.

## Enregistrements
Le plus connu des enregistrements de la Sonate pour piano est aussi le premier enregistrement de cette œuvre. Il est aussi le dernier enregistrement de Glenn Gould (il a été enregistré les 1-3 septembre 1982 à New York).
Les enregistrements de ce morceau comprennent:
| Titre de l'album (date)                         | Pianiste         | Référence                                          |
| ----------------------------------------------- | ---------------- | -------------------------------------------------- |
| Glenn Gould plays Richard Strauss (2012)        | Glenn Gould      | Sony Glenn Gould Anniversary Edition - 88725413702 |
| Richard Strauss - Piano Music (2006)            | Stefan Veselka   | Naxos - 8557713                                    |
| Emili Blasco plays Berg, Soler & Strauss (2005) | Emili Blasco     | Ars Harmonica - AH100                              |
| Richard Strauss: Piano Music (1997)             | Oleg Marshev     | Danacord - DACOCD440                               |
| Tigran Alikhanov in Recital                     | Tigran Alikhanov | Moscow State Conservatory - SMCCD0096              |
| R. Strauss: Complete Chamber Music (2014)       | Gitti Pirner     | Brilliant Classics - 9231                          |